# Amtsgericht Aurich

Amtsgericht Aurich (2015)

Das Amtsgericht Aurich ist eines von fünf Amtsgerichten im Bezirk des Landgerichts Aurich. Es hat seinen Sitz in Aurich in Niedersachsen.

## Zuständigkeiten
Der Gerichtsbezirk umfasst die Städte Aurich und Wiesmoor sowie die Gemeinden Großefehn, Ihlow und Südbrookmerland. Seit 1999 ist das Amtsgericht Aurich als Insolvenzgericht für die ostfriesischen Bezirke Aurich, Emden, Wittmund und Norden. Seit 2005 sind die Registersachen des Landgerichtbezirks Aurich an das Amtsgericht Aurich übertragen. Ihm ist das Landgericht Aurich übergeordnet. Zuständiges Oberlandesgericht ist das Oberlandesgericht Oldenburg.
Das Amtsgericht Aurich ist insbesondere für folgende Verfahren der ordentlichen Gerichtsbarkeit zuständig:
Beratungshilfesachen
Betreuungs- und Vormundschaftssachen
u. a. Adoptions- und Pflegschaftssachen
Familiensachen
u. a. Ehesachen (Scheidungen und Aufhebungen der Ehe), sonstige Familiensachen (elterliche Sorge, Unterhaltsklagen, Umgangsregelungen, Kindschaftssachen, Versorgungsausgleich, Ehewohnung und Hausrat, Güterrecht)
Grundbuchsachen
u. a. Eintragung von Eigentumsänderungen oder Grundschulden
Hinterlegungssachen
Insolvenzsachen
Regel- und Verbraucherinsolvenzen für die Amtsgerichtsbezirke Aurich, Emden, Norden und Wittmund
Landwirtschaftssachen
Mahnsachen
ausschließlich Altverfahren; Mahnsachen werden seit dem 1. September 2005 beim Amtsgericht Uelzen -Zentrales Mahngericht- geführt
Nachlasssachen
u. a. Verwahrung und Eröffnung von Testamenten, Erteilung von Erbscheinen
Registersachen
u. a. alle Eintragungen in das Handelsregister, Genossenschafts-, Güterrechts- und Vereinsregister für den Landgerichtsbezirk Aurich; das Partnerschaftsregister wird seit dem 1. August 2005 zentral bei dem Amtsgericht Hannover geführt.
Straf- und Bußgeldsachen
u. a. einzelne richterliche Anordnungen, Strafbefehlsverfahren, Strafverfahren vor dem (Jugend-)Strafrichter, (Jugend-, erweitertes) Schöffengericht, Bußgeldverfahren
Zivilprozesssachen
u. a. Zivilverfahren bis zu einem Streitwert von 5000 EUR, Mietstreitigkeiten
Zwangsvollstreckungssachen
u. a. Zwangsversteigerungen, Zwangsverwaltungssachen, Pfändungs- und Überweisungsbeschlüsse, sonstige Vollstreckungssachen

## Geschichte
Bis zum Ende des ostfriesischen Fürstenhauses 1744 gab es in Aurich vier Gerichte: das Hofgericht Aurich, das Kanzleigericht Aurich, das Amtsgericht und das Stadtgericht. Das Amtsgericht war zuständig für die Einwohner des Amtes Aurich.
Nach der Revolution von 1848 wurde im Königreich Hannover die Rechtsprechung von der Verwaltung getrennt und die Patrimonialgerichtsbarkeit abgeschafft.
Das Amtsgericht wurde daraufhin mit der Verordnung vom 7. August 1852 die Bildung der Amtsgerichte und unteren Verwaltungsbehörden betreffend als königlich hannoversches Amtsgericht gegründet.
Es umfasste das Amt Aurich, das Amt Timmel und Stadt Aurich.
Das Amtsgericht war dem Obergericht Aurich untergeordnet. Mit der Annexion Hannovers durch Preußen wurde es zu einem preußischen Amtsgericht in der Provinz Hannover.
Mit dem Inkrafttreten des deutschen Gerichtsverfassungsgesetzes am 1. Oktober 1879 wurden reichsweit einheitlich Amts-, Land- und Oberlandesgerichte geschaffen. Das Amtsgericht Aurich blieb bestehe und war nun dem Landgericht Aurich nachgeordnet.
Sein Gerichtsbezirk umfasste nun aus dem Landkreis Aurich den Stadtbezirk Aurich und das Amt Aurich. Am Gericht bestanden 1880 zwei Richterstellen. Das Amtsgericht war damit ein mittelgroßes Amtsgericht im Landgerichtsbezirk. Gerichtstage wurden in Haren und Haselünne gehalten.

## Gerichtsgebäude
Das Gerichtsgebäude liegt im Auricher Stadtpark. Das Haupthaus wurde 1713 errichtet, 1885 wurde der nördliche Flügel eröffnet. Im Jahre 1953 folgte ein weiterer Seitenflügel. Die Dachgeschosse wurden 1996 ausgebaut. Die Nebenstelle des Amtsgerichtes wurde 1997 aufgelöst. Für die Behördenleitung und die Verwaltung folgte ein weiterer Anbau. Im Jahre 2005 wurde das Kellergeschoss renoviert.